# 몬테 베로네세
몬테 베로네세(이탈리아어: Monte Veronese)는 베로나현을 비롯해 이탈리아 북부 지역에서 생산되는 치즈로서 우유로 만든다. 베로나 현에서 생산하는 최고급 치즈이며 1993년 원산지 명칭 보호 지위를 획득했다. 아시아고 치즈와 같이 신선한 것과 발효된(오래된) 것으로 나뉜다.
신선한 몬테 베로네세는 우유만으로 만들며 1-2개월 동안 발효하는데 달고 강한 향미를 갖고 있다. 저온살균하지 않은 우유를 사용하며 지방 함유량은 45% 정도이다. 딱딱한 치즈는 탈지유를 사용하여 발효시키며 2개월 이상 발효시키는데 지방 함유량은 30% 정도이다.